# USATC-Klasse S 118
Die USATC Klasse S 118 waren Kriegslokomotiven des United States Army Transportation Corps (USATC). Sie waren für Schmalspurstrecken mit Spurweiten zwischen 914 mm (3 Fuß) und 1067 mm (3,5 Fuß, Kapspur) ausgelegt. Die Konstruktion mit der Achsfolge 1’D1’ (Mikado, während des Zweiten Weltkriegs auch MacArthur genannt) Heißdampfkessel, Zweizylindertriebwerk und Walschaerts-Steuerung entsprach amerikanischen Baugrundsätzen.
Insgesamt wurden 793 Stück gebaut, davon 52 erst nach dem Zweiten Weltkrieg. Hersteller waren ALCO (338 Stück), Baldwin (286), Davenport (73), Vulcan (66) und Porter (30). Die Konstruktion stammte von ALCO.
11 Lokomotiven mit 914 mm Spurweite gingen an die White Pass and Yukon Route in Alaska. Kapspurige Lokomotiven wurden in Queensland (Australien) eingesetzt, wo sie nach dem Krieg zur Klasse AC16 der Queensland Government Railways (QGR) wurden. 
Die meterspurige Ausführung wurde in Indien, Burma und Malaysia eingesetzt, und nach dem Krieg gelangten viele Lokomotiven nach Thailand und Tanganjika, wo sie später die Klasse 27 der East African Railways (EAR) bildeten. Die thailändischen Maschinen wurden Anfang der 1970er Jahre ausgemustert; einige gingen jedoch nach Kambodscha, wo sie noch einige Jahre im Einsatz waren.
Baldwin baute nach dem Krieg 33 Exemplare für die Indian Railways, wo sie als Klasse MAWD (Abkürzung für: Meter gauge American War Design) bezeichnet wurden.
Drei Lokomotiven, die Nr. 190 und 192 der White Pass and Yukon Route sowie die Nr. 221A der QGR, sind betriebsfähig erhalten.